# Eucephalacris diamasina
Eucephalacris diamasina är en insektsart som beskrevs av Marius Descamps 1980. Eucephalacris diamasina ingår i släktet Eucephalacris och familjen gräshoppor. Inga underarter finns listade i Catalogue of Life.